# Morcilla de arroz

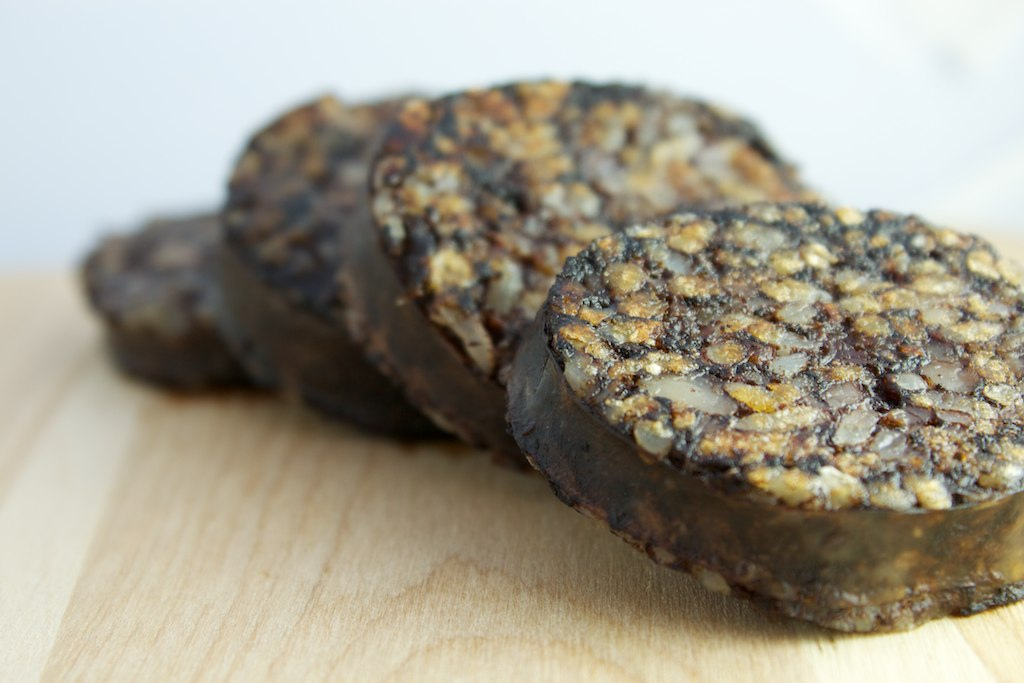
Cortes de una morcilla de arroz

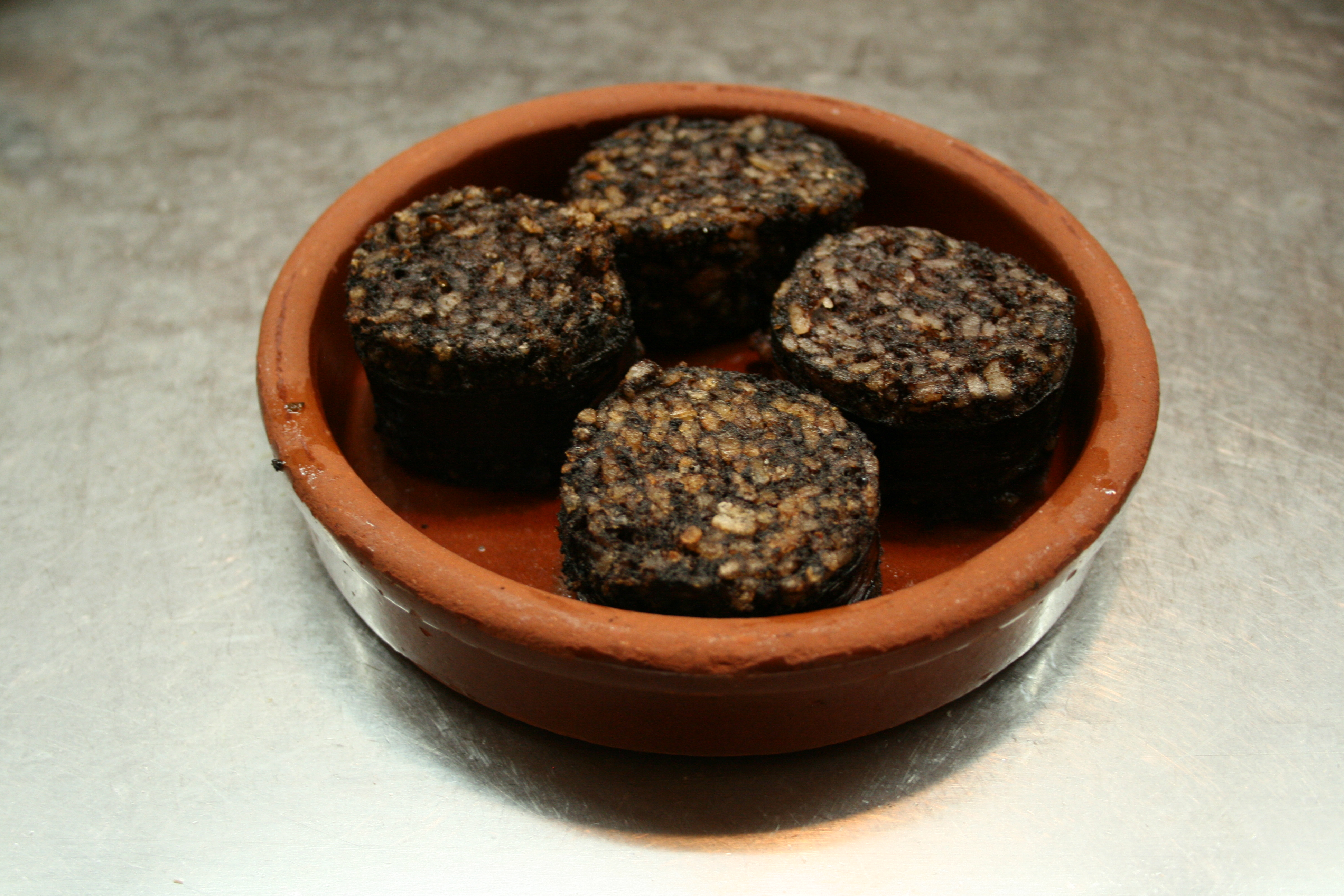
Ración de morcilla servida en un plato de barro

La morcilla de arroz es un tipo de morcilla que contiene en su interior arroz. Es un producto embutido que se elabora tradicionalmente en la matanza del cerdo empleando su sangre y mezclándose con arroz ligeramente escaldado y muy escurrido. Aparece en diversas culinarias ibéricas (España y Gastronomía de Portugal en la región de Leiría). Así como en las cocinas asiáticas. Suele tener un contenido de arroz, en peso, que puede oscilar dependiendo de la región que va desde un tercio a un quinto de su peso total. El arroz hace las veces de espesante, así como una fuente de carbohidratos. Es un embutido que requiere para ser preparada una cocción en agua (en este caso forma parte de los cocidos), o frita en aceite caliente o a la plancha, raramente se come cruda. Suele formar parte del relleno de algunos platos.

## Variantes
En España se encuentran diversas variedades de morcillas de arroz, una de las más habituales es la morcilla de Burgos. Aunque se encuentra igualmente la morcilla riojana de arroz. Dependiendo de la zona se suele especiar con canela (Cinnamomum verum), anís en grano (Pimpinella anisum), mirto (Myrtus communis), etc. Suele cocinarse,tras haber sido cortada en rodajas, frita en aceite y servida tradicionalmente como tapa o en bocadillo, en algunos casos forma parte del relleno de algunas verduras como es el caso de pimientos del piquillo rellenos, o incluso de empanadas. De las variantes hispanas de la morcilla de arroz, la de Burgos es la que mayor contenido arroz/sangre posee. Existen variantes de morcillas de arroz en Aragón donde se denomina morcilla negra: se elabora con sangre de cerdo, manteca, arroz y se suele especiar con sal, azúcar, canela, pimienta y anises en grano. En la culinaria portuguesa se encuentra la Morcela de Arroz en zonas de Leiría (Estremadura) que suele dar como parecido el arroz de Cabidela (arroz con sangre). En la culinaria francesa el boudin blanc suele llevar algún contenido de arroz, así como las variantes de embutidos que se pueden encontrar en Bélgica con denominaciones similares. 
Igualmente en muchos de las culinarias de los países del este europeo, suelen elaborar embutidos con hígado, sangre y arroz. Las salchichas de sangre húngaras (hurka) contienen habitualmente arroz. En Inglaterra y algunos países anglosajones el white pudding (mealy pudding en Escocia) suele llevar un grout blanco que contiene (entre otros ingredientes) arroz. En Estados Unidos ciertas regiones y estados poseen embutidos en los que se participa la sangre y el arroz. Por ejemplo en la Acadiana (Países Cajunes) que es una región cultural de Louisiana, se elabora los 'boudins' (denominadas igualmente como salchichas al estilo de Louisiana) en la que se mezcla sangre con arroz en un embutido, formando uno de los platos más populares de la cocina cajún. En la cocina asiática existen ejemplos de morcillas embutidas en sangre de cerdo (o ternera) y tallarines diversos, además de arroz. Un caso concreto es la salchicha sundae de la cocina coreana. El arroz es un relleno habitual en la cocina de muchos países asiáticos.